# Wärmeschutz
Der Wärmeschutz im Bauwesen als Teilbereich der Bauphysik ist in die Bereiche winterlicher Wärmeschutz und sommerlicher Wärmeschutz aufgeteilt.

## Winterlicher Wärmeschutz
Der winterliche Wärmeschutz dient dazu, während der Heizperiode an den Innenoberflächen der Bauteile eine ausreichend hohe Oberflächentemperatur zu gewährleisten und damit Oberflächenkondensat und Schimmelwachstum bei in Wohnräumen üblichem Raumklima auszuschließen. Oberflächenkondensat entsteht, wenn die Temperatur der Wandoberfläche unter der Taupunkttemperatur liegt. Schimmelfreiheit wird entsprechend der Definition in der DIN 4108 gewährleistet, wenn die relative Luftfeuchte an der Bauteiloberfläche 85 % nicht übersteigt. Die einzuhaltenden Werte, beschrieben durch den Wärmedurchlasswiderstand Rth in m²·K/W werden als Mindestwärmeschutz in der DIN 4108 definiert. Weiter dient der winterliche Wärmeschutz dazu, Bauteilkonstruktionen zu definieren, die den Wärmeverlust durch Transmission so weit begrenzen, dass die in der Energieeinsparverordnung (EnEV) aufgestellten Grenzwerte eingehalten werden können. Diese werden durch den Wärmedurchgangskoeffizienten, den sogenannten U-Wert (früher k-Wert) in W/(m²·K) beschrieben.

## Sommerlicher Wärmeschutz

Ausführungsbeispiel: Sommerlicher Wärmeschutz durch Beschattung der Fensterflächen auf der Südseite eines Gebäudes über 2 Etagen

Der sommerliche Wärmeschutz begrenzt die durch Sonneneinstrahlung verursachte Aufheizung von Räumen so weit, dass ein behagliches Raumklima gewährleistet wird. Gemäß den Vorschriften der Energieeinsparverordnung sollte dazu nach Möglichkeit auf den Einsatz von Klimaanlagen verzichtet werden.

### Maßnahmen des sommerlichen Wärmeschutzes
- Bauteilkonstruktionen, die den Energieeintrag in Gebäude vermindern:
  - Eigenverschattung der Fensterflächen eines Gebäudes (z. B. durch auskragende Balkone)
  - Fenstern zugeordnete Sonnenschutzelemente (z. B. Rollos, Jalousien, Markisen und Fensterläden oder andere Beschattungen). Dabei wirken außen vor einem Fenster liegende Verschattung deutlich effizienter als innenliegende.
  - Reflexion der Glasscheibe zur Senkung des Strahlungseintrages in den Raum. Ebenso wirken nachträglich aufgebrachte Sonnenschutzfolien.
- massive Bauteilkonstruktionen, die solare Wärmegewinne durch hohe Speichermassen puffern.

- erhöhte Luftwechselraten in den kühlen Stunden des Tages, um die in das Gebäude eingebrachte Energie abzuführen.

- wenn andere Maßnahmen nicht ausreichen, muss die Wärme im Gebäudeinneren durch maschinelle Kühlung oder Bauteilaktivierung abgeführt werden

Der sommerliche Wärmeschutz ist ebenfalls in DIN 4108 geregelt und wird laut Norm durch folgende Faktoren beeinflusst: die Abmessungen des Raumes, die Ausrichtung und Größe der Fenster, die Art der Verglasung, den Sonnenschutz, dem Lüftungsverhalten, interne Wärmequellen (z. B. Personenwärme, Abwärme von Computern oder Beleuchtung) sowie die Wärmespeicherkapazität der verwendeten Baustoffe (Innen- und Außenwände, Geschossdecken, Dämmstoff im Dach).

### Sommerlicher Wärmeschutz in Dachgeschossen
Insbesondere in Aufenthaltsräumen und nach Süden hin ausgerichteten Schrägdächern kann es durch Sonneneinstrahlung im Sommer unangenehm heiß werden.
Eine mindestens 16 cm dicke Dämmung kann helfen, die Auswärmung zu reduzieren und idealerweise solange verzögern, bis die Wärme aus den Innenräumen in den Abendstunden durch Lüftung abgeführt werden kann.
Eine (äußere) Verschattung von nach Süden ausgerichteten Fensterflächen sowie die Verwendung von wärmespeichernden und -ausgleichenden Baustoffen für Wände und Decken hat einen größeren Einfluss auf die Aufheizung von Dachgeschoß als die Art des verwendeten Dämmstoffs.